# Ronde van Spanje 2014/Startlijst
Hier een volledige lijst met deelnemers aan de Ronde van Spanje 2014.

## Overzicht

### Lampre-Merida
| rugnummer | renner              | prestaties deze ronde | opmerkingen        | eindklassering |
| --------- | ------------------- | --------------------- | ------------------ | -------------- |
| 1         | Valerio Conti       |                       |                    | 112            |
| 2         | Winner Anacona      | Winnaar: 9e etappe    |                    | 27             |
| 3         | Damiano Cunego      |                       |                    | 76             |
| 4         | Elia Favilli        |                       |                    | 109            |
| 5         | Roberto Ferrari     |                       |                    | 145            |
| 6         | Przemysław Niemiec  | Winnaar: 15e etappe   |                    | 26             |
| 7         | Filippo Pozzato     |                       | Opgave: 20e etappe | DNF            |
| 8         | Maximiliano Richeze |                       |                    | 138            |
| 9         | José Serpa          |                       |                    | 93             |

### AG2R-La Mondiale
| rugnummer | renner              | prestaties deze ronde | opmerkingen        | eindklassering |
| --------- | ------------------- | --------------------- | ------------------ | -------------- |
| 11        | Hubert Dupont       |                       |                    | 54             |
| 12        | Carlos Betancur     |                       |                    | 158            |
| 13        | Maxime Bouet        |                       | Opgave: 11e etappe | DNF            |
| 14        | Damien Gaudin       |                       |                    | 132            |
| 15        | Patrick Gretsch     |                       |                    | 126            |
| 16        | Jawhen Hoetarovitsj |                       |                    | 134            |
| 17        | Lloyd Mondory       |                       | Opgave: 15e etappe | DNF            |
| 18        | Rinaldo Nocentini   |                       |                    | 96             |
| 19        | Sébastien Turgot    |                       |                    | 154            |

### Astana Pro Team
| rugnummer | renner            | prestaties deze ronde             | opmerkingen        | eindklassering |
| --------- | ----------------- | --------------------------------- | ------------------ | -------------- |
| 21        | Fabio Aru         | Winnaar: 11e etappe en 18e etappe |                    | 5              |
| 22        | Daniil Fominykh   |                                   | Opgave: 20e etappe | DNF            |
| 23        | Andrea Guardini   |                                   |                    | 159            |
| 24        | Jacopo Guarnieri  |                                   |                    | 150            |
| 25        | Tanel Kangert     |                                   | Opgave: 17e etappe | DNF            |
| 26        | Mikel Landa       |                                   |                    | 28             |
| 27        | Aleksej Loetsenko |                                   |                    | 100            |
| 28        | Paolo Tiralongo   |                                   |                    | 33             |
| 29        | Andrej Zejts      |                                   |                    | 50             |

### Belkin Pro Cycling
| rugnummer | renner             | prestaties deze ronde | opmerkingen        | eindklassering |
| --------- | ------------------ | --------------------- | ------------------ | -------------- |
| 31        | Wilco Kelderman    |                       |                    | 14             |
| 32        | Stef Clement       |                       |                    | 69             |
| 33        | Laurens ten Dam    |                       |                    | 44             |
| 34        | Robert Gesink      |                       | Opgave: 18e etappe | DNF            |
| 35        | Moreno Hofland     |                       | Opgave: 9e etappe  | DNF            |
| 36        | Paul Martens       |                       |                    | 58             |
| 37        | Martijn Keizer     |                       |                    | 80             |
| 38        | Maarten Tjallingii |                       |                    | 137            |
| 39        | Robert Wagner      |                       |                    | 151            |

### BMC Racing Team
| rugnummer | renner           | prestaties deze ronde | opmerkingen        | eindklassering |
| --------- | ---------------- | --------------------- | ------------------ | -------------- |
| 41        | Samuel Sánchez   |                       |                    | 6              |
| 42        | Rohan Dennis     |                       |                    | 84             |
| 43        | Cadel Evans      |                       |                    | 52             |
| 44        | Philippe Gilbert |                       |                    | 45             |
| 45        | Steve Morabito   |                       | Opgave: 11e etappe | DNF            |
| 46        | Dominik Nerz     |                       |                    | 18             |
| 47        | Manuel Quinziato |                       |                    | 68             |
| 48        | Larry Warbasse   |                       |                    | 74             |
| 49        | Danilo Wyss      |                       |                    | 36             |

### Caja Rural
| rugnummer | renner                     | prestaties deze ronde | opmerkingen | eindklassering |
| --------- | -------------------------- | --------------------- | ----------- | -------------- |
| 51        | Luis León Sánchez          |                       |             | 56             |
| 52        | Francisco Javier Aramendia |                       |             | 98             |
| 53        | David Arroyo               |                       |             | 20             |
| 54        | Pello Bilbao               |                       |             | 60             |
| 55        | Karol Domagalski           |                       |             | 124            |
| 56        | Francesco Lasca            |                       |             | 156            |
| 57        | Lluís Mas                  |                       |             | 121            |
| 58        | Antonio Piedra             |                       |             | 99             |
| 59        | Amets Txurruka             |                       |             | 48             |

### Cannondale Pro Cycling Team
| rugnummer | renner               | prestaties deze ronde | opmerkingen        | eindklassering |
| --------- | -------------------- | --------------------- | ------------------ | -------------- |
| 61        | Peter Sagan          |                       | Opgave: 14e etappe | DNF            |
| 62        | George Bennett       |                       |                    | 89             |
| 63        | Maciej Bodnar        |                       |                    | 122            |
| 64        | Guillaume Boivin     |                       |                    | 149            |
| 65        | Damiano Caruso       |                       |                    | 9              |
| 66        | Alessandro De Marchi | Winnaar: 7e etappe    |                    | 67             |
| 67        | Oscar Gatto          |                       | Opgave: 16e etappe | DNF            |
| 68        | Matthias Krizek      |                       |                    | 125            |
| 69        | Paolo Longo Borghini |                       |                    | 101            |

### Cofidis
| rugnummer | renner              | prestaties deze ronde | opmerkingen | eindklassering |
| --------- | ------------------- | --------------------- | ----------- | -------------- |
| 71        | Daniel Navarro      | Winnaar: 13e etappe   |             | 10             |
| 72        | Jérôme Coppel       |                       |             | 31             |
| 73        | Romain Hardy        |                       |             | 64             |
| 74        | Gert Jõeäär         |                       |             | 152            |
| 75        | Christophe Le Mével |                       |             | 22             |
| 76        | Guillaume Levarlet  |                       |             | 49             |
| 77        | Luis Ángel Maté     |                       |             | 19             |
| 78        | Yoann Bagot         |                       |             | 119            |
| 79        | Romain Zingle       |                       |             | 83             |

### Team Europcar
| rugnummer | renner           | prestaties deze ronde | opmerkingen       | eindklassering |
| --------- | ---------------- | --------------------- | ----------------- | -------------- |
| 81        | Romain Sicard    |                       |                   | 13             |
| 82        | Natnael Berhane  |                       |                   | 148            |
| 83        | Jérôme Cousin    |                       |                   | 78             |
| 84        | Dan Craven       |                       |                   | 140            |
| 85        | Jimmy Engoulvent |                       |                   | 157            |
| 86        | Vincent Jérôme   |                       |                   | 91             |
| 87        | Yannick Martinez |                       |                   | 81             |
| 88        | Maxime Méderel   |                       |                   | 35             |
| 89        | Bryan Nauleau    |                       | Opgave: 7e etappe | DNF            |

### FDJ.fr
| rugnummer | renner          | prestaties deze ronde    | opmerkingen        | eindklassering |
| --------- | --------------- | ------------------------ | ------------------ | -------------- |
| 91        | Nacer Bouhanni  | Winnaar: 2e en 8e etappe | Opgave: 15e etappe | DNF            |
| 92        | Kenny Elissonde |                          | Opgave: 13e etappe | DNF            |
| 93        | Murilo Fischer  |                          | Opgave: 13e etappe | DNF            |
| 94        | Johan Le Bon    |                          |                    | 79             |
| 95        | Laurent Mangel  |                          |                    | 153            |
| 96        | Cédric Pineau   |                          |                    | 77             |
| 97        | Thibaut Pinot   |                          | Opgave: 11e etappe | DNF            |
| 98        | Anthony Roux    |                          | Opgave: 15e etappe | DNF            |
| 99        | Geoffrey Soupe  |                          |                    | 94             |

### Team Garmin-Sharp
| rugnummer | renner                    | prestaties deze ronde | opmerkingen | eindklassering |
| --------- | ------------------------- | --------------------- | ----------- | -------------- |
| 101       | Ryder Hesjedal            | Winnaar: 14e etappe   |             | 24             |
| 102       | Daniel Martin             |                       |             | 7              |
| 103       | Koldo Fernández de Larrea |                       |             | 86             |
| 104       | Nathan Haas               |                       |             | 143            |
| 105       | Nathan Brown              |                       |             | 85             |
| 106       | André Cardoso             |                       |             | 25             |
| 107       | David Millar              |                       |             | 144            |
| 108       | Andrew Talansky           |                       |             | 51             |
| 109       | Johan Vansummeren         |                       |             | 118            |

### Team Giant-Shimano
| rugnummer | renner              | prestaties deze ronde                     | opmerkingen        | eindklassering |
| --------- | ------------------- | ----------------------------------------- | ------------------ | -------------- |
| 111       | Warren Barguil      |                                           |                    | 8              |
| 112       | Nikias Arndt        |                                           |                    | 102            |
| 113       | Lawson Craddock     |                                           | Opgave: 14e etappe | DNF            |
| 114       | Koen de Kort        |                                           | Opgave: 18e etappe | DNF            |
| 115       | John Degenkolb      | Winnaar: 4e, 5e, 12e etappe en 17e etappe |                    | 116            |
| 116       | Johannes Fröhlinger |                                           |                    | 97             |
| 117       | Chad Haga           |                                           |                    | 73             |
| 118       | Tobias Ludvigsson   |                                           |                    | 62             |
| 119       | Ramon Sinkeldam     |                                           |                    | 136            |

### IAM Cycling
| rugnummer | renner              | prestaties deze ronde | opmerkingen        | eindklassering |
| --------- | ------------------- | --------------------- | ------------------ | -------------- |
| 121       | Marcel Aregger      |                       |                    | 117            |
| 122       | Jonathan Fumeaux    |                       |                    | 142            |
| 123       | Sébastien Hinault   |                       |                    | 106            |
| 124       | Dominik Klemme      |                       | Opgave: 14e etappe | DNF            |
| 125       | Pirmin Lang         |                       |                    | 146            |
| 126       | Matteo Pelucchi     |                       | Opgave: 15e etappe | DNF            |
| 127       | Vicente Reynes      |                       |                    | 61             |
| 128       | Aleksejs Saramotins |                       | Opgave: 7e etappe  | DNF            |
| 129       | Johann Tschopp      |                       | Opgave: 14e etappe | DNF            |

### Team Katjoesja
| rugnummer | renner             | prestaties deze ronde | opmerkingen | eindklassering |
| --------- | ------------------ | --------------------- | ----------- | -------------- |
| 131       | Joaquim Rodríguez  |                       |             | 4              |
| 132       | Giampaolo Caruso   |                       |             | 15             |
| 133       | Sergej Tsjernetski |                       |             | 113            |
| 134       | Aleksandr Kolobnev |                       |             | 40             |
| 135       | Dmitri Kozontsjoek |                       |             | 95             |
| 136       | Alberto Losada     |                       |             | 42             |
| 137       | Daniel Moreno      |                       |             | 11             |
| 138       | Joeri Trofimov     |                       |             | 72             |
| 139       | Edoeard Vorganov   |                       |             | 46             |

### Lotto-Belisol
| rugnummer | renner                | prestaties deze ronde | opmerkingen        | eindklassering |
| --------- | --------------------- | --------------------- | ------------------ | -------------- |
| 141       | Jurgen Van den Broeck |                       | Opgave: 13e etappe | DNF            |
| 142       | Sander Armée          |                       |                    | 103            |
| 143       | Vegard Breen          |                       |                    | 129            |
| 144       | Bart De Clercq        |                       |                    | 34             |
| 145       | Jens Debusschere      |                       |                    | 107            |
| 146       | Adam Hansen           | Winnaar: 19e etappe   |                    | 53             |
| 147       | Gregory Henderson     |                       |                    | 133            |
| 148       | Pim Ligthart          |                       |                    | 127            |
| 149       | Maxime Monfort        |                       |                    | 16             |

### Team Movistar
| rugnummer | renner               | prestaties deze ronde              | opmerkingen        | eindklassering |
| --------- | -------------------- | ---------------------------------- | ------------------ | -------------- |
| 151       | Alejandro Valverde   | Winnaar: 6e etappe                 |                    | 3              |
| 152       | Andrey Amador        |                                    |                    | 30             |
| 153       | Jonathan Castroviejo |                                    |                    | 65             |
| 154       | Imanol Erviti        |                                    |                    | 63             |
| 155       | José Herrada         |                                    |                    | 32             |
| 156       | Gorka Izagirre       |                                    |                    | 37             |
| 157       | Adriano Malori       | Winnaar: 21e etappe                |                    | 114            |
| 158       | Javier Moreno        |                                    |                    | 90             |
| 159       | Nairo Quintana       |                                    | Opgave: 11e etappe | DNF            |
|           |                      | Winnaar: 1e etappe (Ploegenijdrit) |                    |                |

### MTN-Qhubeka
| rugnummer | renner                     | prestaties deze ronde | opmerkingen | eindklassering |
| --------- | -------------------------- | --------------------- | ----------- | -------------- |
| 161       | Sergio Pardilla            |                       |             | 17             |
| 162       | Gerald Ciolek              |                       |             | 139            |
| 163       | Merhawi Kudus              |                       |             | 92             |
| 164       | Louis Meintjes             |                       |             | 55             |
| 165       | Kristian Sbaragli          |                       |             | 104            |
| 166       | Daniel Teklehaimanot       |                       |             | 47             |
| 167       | Jay Robert Thomson         |                       |             | 155            |
| 168       | Jaco Venter                |                       |             | 123            |
| 169       | Jacques Janse Van Rensburg |                       |             | 59             |

### Omega Pharma-Quick Step
| rugnummer | renner             | prestaties deze ronde | opmerkingen                   | eindklassering |
| --------- | ------------------ | --------------------- | ----------------------------- | -------------- |
| 171       | Tom Boonen         |                       | Opgave: 18e etappe            | DNF            |
| 172       | Gianluca Brambilla |                       | Gediskwalificeerd: 16e etappe | DNF            |
| 173       | Nikolas Maes       |                       |                               | 111            |
| 174       | Tony Martin        | Winnaar: 10e etappe   | Opgave: 15e etappe            | DNF            |
| 175       | Wout Poels         |                       |                               | 38             |
| 176       | Pieter Serry       |                       | Opgave: 20 etappe             | DNF            |
| 177       | Rigoberto Urán     |                       | Opgave: 17e etappe            | DNF            |
| 178       | Martin Velits      |                       |                               | 130            |
| 179       | Carlos Verona      |                       |                               | 66             |

### Orica-GreenEdge
| rugnummer | renner           | prestaties deze ronde | opmerkingen        | eindklassering |
| --------- | ---------------- | --------------------- | ------------------ | -------------- |
| 181       | Sam Bewley       |                       |                    | 135            |
| 182       | Esteban Chaves   |                       |                    | 41             |
| 183       | Simon Clarke     |                       |                    | 70             |
| 184       | Mitchell Docker  |                       |                    | 147            |
| 185       | Brett Lancaster  |                       | Opgave: 13e etappe | DNF            |
| 186       | Michael Matthews | Winnaar: 3e etappe    |                    | 75             |
| 187       | Cameron Meyer    |                       | Opgave: 18e etappe | DNF            |
| 188       | Ivan Santaromita |                       | Opgave: 7e etappe  | DNF            |
| 189       | Adam Yates       |                       |                    | 82             |

### Sky Procycling
| rugnummer | renner              | prestaties deze ronde | opmerkingen        | eindklassering |
| --------- | ------------------- | --------------------- | ------------------ | -------------- |
| 191       | Chris Froome        |                       |                    | 2              |
| 192       | Dario Cataldo       |                       | Opgave: 20e etappe | DNF            |
| 193       | Philip Deignan      |                       |                    | 39             |
| 194       | Peter Kennaugh      |                       |                    | 71             |
| 195       | Vasil Kiryjenka     |                       |                    | 110            |
| 196       | Christian Knees     |                       | Opgave: 17e etappe | DNF            |
| 197       | Mikel Nieve         |                       |                    | 12             |
| 198       | Luke Rowe           |                       |                    | 141            |
| 199       | Kanstantsin Siwtsow |                       |                    | 43             |

### Tinkoff-Saxo
| rugnummer | renner               | prestaties deze ronde             | opmerkingen                   | eindklassering |
| --------- | -------------------- | --------------------------------- | ----------------------------- | -------------- |
| 201       | Alberto Contador     | Winnaar: 16e etappe en 20e etappe |                               | 1              |
| 202       | Michael Valgren      |                                   |                               | 128            |
| 203       | Daniele Bennati      |                                   |                               | 108            |
| 204       | Jesús Hernández      |                                   |                               | 21             |
| 205       | Sérgio Paulinho      |                                   |                               | 57             |
| 206       | Ivan Rovny           |                                   | Gediskwalificeerd: 16e etappe | DNF            |
| 207       | Chris Anker Sørensen |                                   |                               | 29             |
| 208       | Matteo Tosatto       |                                   |                               | 120            |
| 209       | Oliver Zaugg         |                                   |                               | 23             |

### Trek Factory Racing
| rugnummer | renner             | prestaties deze ronde | opmerkingen        | eindklassering |
| --------- | ------------------ | --------------------- | ------------------ | -------------- |
| 211       | Fabian Cancellara  |                       | Opgave: 18e etappe | DNF            |
| 212       | Julián Arredondo   |                       | Opgave: 15e etappe | DNF            |
| 213       | Fabio Felline      |                       |                    | 104            |
| 214       | Bob Jungels        |                       | Opgave: 19e etappe | DNF            |
| 215       | Jaroslav Popovytsj |                       |                    | 115            |
| 216       | Jesse Sergent      |                       |                    | 131            |
| 217       | Jasper Stuyven     |                       |                    | 88             |
| 218       | Kristof Vandewalle |                       |                    | 87             |
| 219       | Haimar Zubeldia    |                       | Opgave: 17e etappe | DNF            |

## Deelnemers per land
| Deelnemers | Land                                                                                                   |
| ---------- | --- |
| 28         | Spanje                                                                                                 |
| 27         | Frankrijk                                                                                              |
| 26         | Italië                                                                                                 |
| 13         | België                                                                                                 |
| 11         | Nederland, Duitsland                                                                                   |
| 9          | Australië                                                                                              |
| 8          | Zwitserland                                                                                            |
| 7          | Colombia                                                                                               |
| 6          | Rusland                                                                                                |
| 5          | Verenigd Koninkrijk, Verenigde Staten                                                                  |
| 4          | Nieuw-Zeeland, Zuid-Afrika                                                                             |
| 3          | Eritrea, Kazachstan, Polen, Wit-Rusland                                                                |
| 2          | Canada, Denemarken, Estland, Ierland, Portugal, Slowakije                                              |
| 1          | Argentinië, Brazilië, Costa Rica, Letland, Luxemburg, Namibië, Noorwegen, Oekraïne, Oostenrijk, Zweden |

1e etappe ·
2e etappe ·
3e etappe ·
4e etappe ·
5e etappe ·
6e etappe ·
7e etappe ·
8e etappe ·
9e etappe ·
10e etappe ·
11e etappe ·
12e etappe ·
13e etappe ·
14e etappe ·
15e etappe ·
16e etappe ·
17e etappe ·
18e etappe ·
19e etappe ·
20e etappe ·
21e etappe
Startlijst · Eindstanden · Afbeeldingen